# 아사노 마스미
아사노 마스미(浅野 真澄, 1977년 8월 25일 ~ )는 일본의 성우이다. 아키타현 노시로시 출신으로 아오니 프로덕션 소속이다.

## 인물소개
독특한 하이톤 보이스를 가지고 있으며, 《스파이럴 ~추리의 끈~》의 유이자키 히요노나 《일기당천》의 손책 백부 같은 텐션 높은 캐릭터를 연기하는 경우가 많다. 반면 《D. N. ANGEL》의 후지타 리사 같은 말광량이 미소녀, 《유메리아》의 오가츠마 미즈키 같은 청순파 미소녀, 《카시마시 ~걸 미츠 걸~》의 마리 아유키같은 쿨하고 침착한 캐릭터도 연기하고 있다.
와시자키 타케시(鷲崎健)와 퍼스널리티를 맡고 있는 《A&G 초RADIO SHOW ~애니스파~》를 비롯, 다수의 인터넷 라디오 방송에서도 퍼스널리티를 맡아 성우 라디오 업계에서도 어느 정도의 위치를 차지하고 있다.
아임 엔터프라이즈 소속이었지만 2003년 4월 1일 아트비전으로 이적.
2008년 5월 1일 아오니 프로덕션으로 이적.

## 경력
아키타 현 노시로 시 출신으로 10살 때 아버지의 직업상 이유로 사이타마 현 미사토 시로 이사했다. 고쿠가쿠인(國學院) 대학 문학부 일본문학과 졸업. 성우라는 직업에는 흥미가 없었지만 대학 3학년 때 친구가 갔던 합숙 형식의 오디션에 따라갔던 것이 계기가 되어 사사키 애니메이션 학원의 특기생 자격을 얻어, 4학년 때부터 대학과 병행으로 통학을 하게 됐다.
사나다 아사미와 사와시로 미유키가 데뷔하게 된 계기였던 브로콜리 주최 《디지 캐럿》 성우 오디션에 응모했지만 낙선. 그 후 kirakira☆멜로디 학원(통칭 “키라메로”)의 1기생으로서 성우 데뷔. 단 kirakira☆멜로디 학원 얘기는 본인에게는 흑역사인 모양인지라 화제로 삼지 말아 달라고 공언하고 있다(화제로 삼지 말아 달라는 소재로 자기가 얘길 하는 경우가 많다). 또한 비슷한 시기에 MBS 라디오에서 방송됐던 라디오 방송 “모리쿠보 쇼타로와 후쿠이 유카리의 토테칸 라디오”의 방송 중 코너 중 하나인 토테칸 프로젝트의 오디션에 합격. “Jeminy! Jeans Rice!(J! JR!)”이라는 유닛을 짰었다. 그 뒤 《작은 눈의 요정 슈가》의 사가 역에 발탁된다. 또한 비슷한 시기에 플레이스테이션2용 게임 《.hack》 시리즈의 판촉방송으로 시작한 라디오 방송인 “RadioB”과 후속방송인 “.hack//Radio 아야코 ․ 마스미의 스미스미나이트”의 퍼스널리티를 맡게 되었고, 특히 후속방송에서 카와스미 아야코와의 가벼운 다툼 등으로 지명도를 쌓았다. 또한 2002년부터 애니메이션에 다수 레귤러 출연했다.
그 외에도 《기동전사 건담 전기 Lost war chronicles》에 출연한 것이 계기가 되어 나스 메구미, 하야카와 유키코, 니고 마야코, 나가야마 나나, 토미오카 유키코 등과 건담 걸즈를 결성하여 리더를 맡았다. 그러나 아사노 본인은 “긴가 반죠 씨(기렌 자비 役의 성우)가 뭐하는 사람?”라고 말했던 적이 있을 정도로 건담 지식이 전혀 없다.
2003년 4월 1일 사무소를 이적, 그 뒤 《일기당천》의 손책 백부 역으로 처음으로 단독 주역을 맡았다.
2003년 10월 22일에 CD 데뷔작인 미니 앨범 《nostalgia》가 발매됐다.
2005년 8월 24일 첫 CD앨범 《happyend》, DVD 《doridori》, 에세이집 《히다마리 젤리》가 동시에 릴리즈됐다.
2005년 10월 29일, 호리에 유이가 결성을 발표한 신 유닛 “Aice5”(아이스)에 간다 아케미, 타카하시 치아키, 키무라 마도카와 함께 멤버로 참가하게 되었다.
2007년 3월 3일, 제1회 성우 어워드에서 베스트 퍼스널리티 상을 수상.
2007년 9월 1일 소학관이 개최한 아동문학 신인상인 제13회 오히사마대상(おひさま大賞)에서 동화부문 최우수상을 수상했다. 이후 카도카와의 아동서 문고인 츠바사문고에서 《우르는 하늘색 마녀(ウルは空色魔女)》1권을 출판하여 소설가로 활동중.
2008년 5월 1일 소속사를 아오니 프로덕션으로 옮겼다.

## 인물 ․ 에피소드
애칭은 마스밍. 인터넷 등에서는 독수리(荒鷲 : 아라와시)라고 불릴 때가 있다, 본인은 “마스밍”이라고 불리고 싶어하지만 “마스미 씨,” “마스미”라고 불릴 때가 많은 듯하여 “다들 홋짱(호리에 유이) 때문에 마스미 씨라고 부른다니까~”라고 말한 적도 있다. 또한 어렸을 때 머리가 컸던 사연 때문에 별명이 “머리(頭)”였던 적이 있다는 사실을 “포포라지” 중 나와서 오하라 사야카가 박장대소를 한 적이 있어서 이후 얼마 동안 자주 거론되는 소재가 되었었다.
Aice5의 Q&A 코너에서 어렸을 적 별명은 “아사리”라고 답변했다(아사노의 성이 변해서 아사리가 되었다).
학생 시절에 아르바이트로 DDI 포켓(現 윌컴)의 PHS 캠페인걸 “피치피치 걸즈”에 소속되었었다.
라디오 방송에서는 보케 역도 츳코미 역도 무리없이 해내는 범용성 높은 퍼스널리티이지만, 그녀의 매력이 최대한 발휘되는 부분은 대화가 고조됐을 때 문득 튀어나오는 자폭(폭언)이다. 라디오에서는 “폭언 캐릭터” 및 “동네북 캐릭터.” 성우로서는 보기 드물게 좋고 싫음을 확실히 말하는 경향이 있어서, 곤란한 단어(방송금지용어)나 폭언을 연발하는 일도 일상다반사가 됐다.
아사노 담당인 이케다 매니저가 천적. “애니스파” 제107회 중 아사노가 “연말에 쉬고 싶어”라고 때를 써서 스탭들을 곤란하게 하고 있을 때 “그렇게 쉬고 싶으면 아예 스케줄 전부 백지로 해준다”라는 협박성 발언(이케다의 이 목소리가 방송됐다)을 했고, 이케다의 기분을 풀어주려고 청취자는 물론 그 날의 게스트였던 타무라 유카리까지 울면서 애원했었다.
무명 시절, 입에 풀칠도 못할 정도로 극빈생활을 했었기 때문에, 돈에 관한 얘기에 비상한 관심을 보인다. 라디오 방송에서 방송 중에 “방송 차원에서 ○○에 가고 싶어. ○○ 사주세요”라고 스탭들을 조르는 일이 많아서 아사노가 있는 방송의 전형이 되었다. 또한 주식투자에도 관심이 있다고 밝혔다. 부자가 되고 싶다고 공언해서 주변에서 말리는 일도 있는 듯. 블로그 책을 내고 싶다는 꿈을 갖고 있다. 특히 이상형은 “돈 잘 버는 사람,” 호리에 유이에게 돈의 중요함을 역설하는 등, 아사노 마스미와 돈에 관련된 화제는 끊일 줄을 모른다.
고등학생 시절에는 무결석, 무지각의 성적우수 모범생이었다고 한다.
“아비짱”이라는 왕관앵무새를 기르고 있다(이름의 유래는 “처음 만났을 때 아비규환 상태였으니까”).
매년 4월 1일에 신경 많이 쓴 만우절 메일을 발송하고 있다. 대량으로 발송하기 때문에 핸드폰 회사에서 스팸 메일 업자로 분류 당해 메일 송신을 금지 당한 적이 있다.
혼다 요코에게 ‘요다’라는 별명을 붙였다. 이유는 요코의 “요우”와 혼다의 “다”를 이어붙인 것으로 “스타 워즈”의 요다가 유래라곤 하지만 아사노 본인은 “스타 워즈”를 본 적이 없다고 한다.
사실 성우업계에서도 손꼽히는 거유의 소유자라는 것이 사에키 토모나 마츠카제 마사야의 증언이나 일명 “찌찌 소믈리에(おっぱいソムリエ)”인 이토 시즈카가 “지금까지 만져본 가슴 중에 다섯 손가락 안에 든다”라고 절찬한 것으로 인해 명백해져 있으나, 아직 본인은 거유가 아니라고 잡아때고 있다.
동생이 남학교에 다녔던 것도 있어서 남학교에 굉장히 좋은 인상을 갖고 있다. 남학교의 양호선생님이 돼서 비에 젖은 학생이 아파트에 찾아와서 “선생님, 저 와 버렸어요….”라고 말한다는 망상을 굉장히 맘에 들어 하는 듯.
어덜트 비디오를 본 적 없다는 여자 친구를 위해서 길거리에서 산 싸구려 AV를 보내줬는데 그게 윤간물이었던 탓에 친구가 가볍게 트라우마가 생겼다고 한다.
상대에게 폭언을 내뱉은 뒤 문득 자아를 되찾고는 “무… 물론 ‘좋은 뜻으로’죠.”라고 커버하려고 하는 일이 많다. 아사노의 “좋은 뜻으로”는 그 뒤 성우업계에서 꽤 자주 쓰이게 되었다.
애니스파 중 모바일 배틀로 성우 끝말잇기를 하던 중에 직전에 “라”(行)으로 끝나는 이름을 조사해두는 등 이기기 위해서라면 노력을 아끼지 않는 성실한 자세를 보여줬다(이 게임엔 성품은 없었지만 본인 왈 “시시한 거라도 지는 건 싫다”라고 한다).
집에서 대본을 읽으면 옆집 사람이 곧잘 벽을 걷어찬다고 한다.
라디오 중에도 꽃이나 책, 사진 등 정말로 좋아하는 걸 얘기할 때는 늘 꾸밈없는 모습이 된다. 그러나 안타깝게도 상대가 그 얘기에 맞장구를 안 쳐주기 때문에 얘기가 무르익는 일이 없었다. 자신의 웹사이트 일기에 사진을 싣는 일이 많고, 피사체는 꽃이나 책일 때가 많다.
라디오에서 돈 얘기만큼이나 “인기 끌고 싶다”라는 소망을 곧잘 입에 올린다. 항간에 떠도는 소위 말하는 인기책(モテ本)을 몇 권이나 사서 정독했지만 성과를 거뒀단 얘기는 아직 하지 않고 있다. 덤으로 인기책으로 조사해본 결과 자신은 “고학력”이나 아저씨에게 인기가 많을 것 같다고 하지만 아사노 본인은 중년에겐 흥미가 없다.

## 출연작

### TV 애니메이션
2000년
- 타임보칸 2000 ~괴도 키라메키맨~ - 돗탈부쿠로

2001년
- 작은 눈의 요정 슈가 - 사가 베르이만
- 소울테이커 - 키누타 유우코
- 학원전기 무료우 - 미네오 하루미
- 지구소녀 아르주나 - 간호사, 점원
- 더 화이팅 - 아케미
- 파사거성 G 단가이오 - 츠치도 히토미
- 명탐정 코난 - 타케우치 사나에

2002년
- 스파이럴 추리의 띠 - 유이자키 히요노
- 라제폰 - 쿠루기 미치루(엔딩 크레딧에서 표기는 "소녀")
- 기강선녀 로우란 - 아키즈키 아오이
- G-ON 라이더스 ♥ - 오다기리 시노부, 팬시괴수
- 초중신 그라비온 - 츠키요 카오리
- 하이바네 연맹 - 쇼타
- PIANO - 타에코
- 리젤마인 - 세이모토 아오이

2003년
- 일기당천 - 손책 백부
- 마부라호 - 마츠다 카즈미
- D.N.ANGEL - 하라다 리사
- 에어마스터 - 카와모토 미치루
- 풀 메탈 패닉 후못후 - 여자아이 B(8화)
- 포켓몬스터 AG - 클레어(57화)
- 정들면 고향 코스모스장
- 에어 마스터 - 카와모토 미치루
- 나루토 - 여자
- E 'S OTHERWISE - 여성 스탭 B
- 플리즈 트윈즈 - 사가와 아키나
- .hack//황혼의 팔찌 전설 - 미지
- 포포탄 - 마이

2004년
- 우타∽카타 - 쿠로사카 마나츠
- 초중신 그라비온 츠바이 - 츠키요 카오리
- 트랜스포머 슈퍼 링크 - 킥커 존스(유년기), 미란다 존스, 샐리 존스, 에리얼, 네코미미A
- 빛과 물의 다프네 - 글로리아
- 망각의 선율 - 츠키노모리 사요코
- 유메리아 - 아가츠마 미즈키
- 유성전대 무스멧트 - 사오토메 시온, 오토메시안

2005년
- 마법소녀 리리컬 나노하 A's - 리니스
- 마호라바 - 모모노 메구미
- 이 사람이 나의 주인님 - 사와타리 이즈미
- 작안의 샤나 - 히라이 유카리
- CANVAS2 - 사쿠라즈카 렌
- D.C 다카포 세컨드 시즌 - 사이타마 나나코
- 건퍼레이드 오케스트라 - 요코야마 아미
- 지옥소녀 - 미나토 미나
- 솔티레이 - 로즈 앤더슨
- 사모님은 마법소녀 - 아야세 유코
- 갑충왕자 무시킹 - 치
- 천재소년 지미 뉴트론 - 신디 볼텍스
- 스타쉽 오퍼레이터즈 - 아키사토 미유리
- 방가방가 햄토리 - 큐티 짱
- 메르헤븐 - 아르마

2006년
- 도키메키 메모리얼 Only Love - 호시나 나오미, 토코
- 소녀는 언니를 사랑한다 - 미카도 마리야
- 여고생 Girls-High - 스즈키 유마
- 카시마시 ~걸 미츠 걸~ - 마리 아유키
- 쾌걸 조로리 2기 - 린
- 열쇠공주 이야기 영원의 앨리스 윤무곡 - 리델
- 꿈의 사도 - 타카츠기 미즈호
- RAY - 사에코

2007년
- 동인워크 - 오사나 나지미
- 일기당천 Dragon Destiny - 손책 백부
- 스케치북 ~full color's~ - 타나베 료
- 하야테처럼! - 아사카제 리사
- 포켓몬스터 DP - 츠보미(25화)
- 게게게의 키타로 5기 - 미우
- 스파이더 라이더즈 ~소생하는 태양~ - 낙원의 능선
- 축!(해피☆럭키)빅쿠리맨 - 조수 수채화
- 프리즘 아크 - 프린세아

2008년
- 절대가련 칠드런 - 카시와기 오보로
- 일기당천 Great Guardians - 손책 백부
- 우리집의 여우신령님 - 베키라
- 사후편지 - 치아키
- 모노크롬 팩터 - 스즈노 아야
- 백작과 요정 - 완두콩
- 서몬마스터즈 블루 드래곤 - 힐데 갈드(여자)
- 얏타맨2기 - 아츠히메

2009년
- 하야테처럼!! - 아사카제 리사
- 바스쿼시! - 미유키 아유카와
- 괴담 레스토랑 - 사쿠마 레이코
- 크로스 게임 - 사와 구치
- 사키 -Saki- - 후지타 야스코
- 성검의 블랙스미스 - 프란시스카
- 어떤 과학의 초전자포 - 누님(8화)
- 파꽃의 아사타로 - 사쿠란보 사쿠라
- 원피스 - 마가렛

2010년
- 일기당천 XTREME XECUTOR - 손책 백부
- 자이언트 킬링- 나가타 유리
- 스트라이크 위치스 - 타케이 준코
- 마루코는 아홉살 - 드라마 여자
- 레터 비 - 로즈

2011년
- BLOOD-C - 아미노 유우카
- 쾌도천사 트윈엔젤 - 콘도 사츠키
- 경계선상의 호라이즌 - 에라 후사에
- 비탄의 아리아 - 츠즈미 우메코
- 꿈을 먹는 메리 - 호리에 나오

2012년
- 폭풍우 치는 밤에 - 라라
- 오다 노부나의 야망 - 마쓰나가 히사히데, 츠치다 코젠)
- 경계선상의 호라이즌 2기 - 에라 후사에
- 사쿠라장의 애완 그녀 - 이이다 아야노
- 스켓 - 키리시마 하루
- 즈모모와 누베베 - 바니
- 전국 컬렉션 - 무앵(舞桜) 마에다 케이지
- 디지몬 크로스워즈 : 디지몬 헌터 - 카오루(70화)
- 하야테처럼! CAN'T TAKE MY EYES OFF YOU - 아사카제 리사
- 빙과 - 코우치 아야코
- 벨제바브 - 아기엘
- 메다카 박스 - 이사하야 이사기
- 기어와라! 냐루코 양 - 본인

2013년
- 아이카츠! - 하시바 사키
- 은하기공대 마제스틱 프린스 - 아마네
- PSYCHO-PASS - 아오야나기 리사
- 절대가련 칠드런 THE UNLIMITED -효부 쿄스케- - 카시와기 오보로
- 탐험 도리랜드 - 하루, 앨리슨
- 마루코는 아홉살 - 나카야마 유리코
- 하야테처럼! Cuties - 아사카제 리사
- 블러드 래드 - 베로스 조사
- 러브 라이브! - 코우사카 호노카의 엄마

2014년
- 디스크 워즈: 어벤저스 - 미스틱
- 러브 라이브! 2기 - 코우사카 호노카
- 명탐정 코난 - 카노 카츠코
- 모모큔 소드 - 황천녀
- 미소녀 전사 세일러 문 크리스탈 - 요마
- 브레이크 블레이드 - 호위
- 사키 전국편 - 후지타 야스코
- 텐카이나이트 - 베니
- PSYCHO-PASS 2 - 아오야나기 리사
- 이능배틀은 일상계 속에서 - 안도 마치

2015년
- Go! 프린세스 프리큐어 - 카이도 미나미/큐어 머메이드
- 그것이 성우! - 아사노 마스미
- 디스크 전사 어벤져스 - 미스틱
- 트리아지 X - 츠루기 미키 * 건어물 여동생! 우마루짱 - 에비나 나나의 엄마
- VENUS PROJECT -CLIMAX- - 미오의 엄마

2016년
- 소년탐정 김전일 R 2기 - 히모리 미사키
- 경녀!!!!!!!! - 시라유키 쿄코
- orange (스와의 엄마)
- 하루치카 - 오오가와라 유카
- 베이블레이드 버스트 - 아오이 치하루

2017년
- 드래곤볼 슈퍼 - 헬레스
- 케모노 프렌즈 - 감포딱따구리
- 마법진 구루구루 - 프라나노
- 건어물 여동생! 우마루짱 - 에비나 네네
- 키노의 여행 -the Beautiful World- the Animated Series - 양A

2018년
- 큐티하니 유니버스 - 뱃플라이크로
- 골든 카무이 - 후미

2019년
- 게게게의 키타로（6기）（노의 엄마）
- 케모노 프렌즈 2 - 캄포딱따구리, 시베리아호랑이(비스트)

2020년
- 아사티르 미래의 옛날이야기 (아미나)
- 명탐정 코난 - 츠츠미 사키에
- 어쨌든 귀여워 - 유자키 카노카

### OVA
2001년
- ONE ~빛나는 계절로~ - 코우즈키 미오

2002년
- 코스프레 COMPLEX - 토미이 츠카사

2003년
- 작은 눈의 요정 슈가 특별편 - 사가 베르이만
- 에이켄 - 미소노 키리카

2004년
- 그로우 랜서Ⅳ ~새로운 전설~ - 이라이자 메이필드
- 저속령 DAYDREAM - 사이키 미사키
- 방가방가 햄토리 햄토리와 친구들의 목표! 햄 금메달 - 큐티 짱
- 추억으로 변하는 그대 ~Memories off~ - 코다마 히비키
- 메모리즈 오프 ~그 후~ - 코다마 히비키

2006년
- 마리아 님이보고 3rd 시즌 - 사이온지 유카리

2008년
- 쾌도천사 트윈엔젤 - 콘도 사츠키, 도짓코
- 퀴즈 매직 아카데미 OVA - 샤론

2009년
- 하야테처럼! 한 여름 밤의 수영복 편! - 아사카제 리사

2010년
- 퀴즈 매직 아카데미 OVA 2 - 샤론
- 절대가련 칠드런 OVA - 카시와기 오보로
- 마징카이저 SKL - 스칼렛 히비키

2011년
- 전장의 발큐리아3 그 누구를 위한 총성 - 이무카

2012년
- 일기당천 집악투사 혈풍록 - 손책 백부

2015년
- RWBY - 글린다 굿위치

### 극장판
2006년
- 톱을 노려라! & 톱을 노려라2! 합체 극장판! - 클래스 메이트

2007년
- 극장판 작안의 샤나 - 히라이 유카리

2010년
- 극장판 괴담 레스토랑 - 사쿠마 레이코
- 망가지기 시작한 오르골 - 플라워
- 브레이크 블레이드 - 레가츠 아로
- 마법소녀 리리컬 나노하 The MOVIE 1st - 리니스

2011년
- 극장판 하야테처럼! HEAVEN IS A PLACE ON EARTH - 아사카제 리사

2012년
- BLOOD-C The Last Dark - 아미노 유우카
- 마법소녀 리리컬 나노하 The MOVIE 2nd A's - 리니스

2014년
- 빅 히어로 - 고고 토마고
- 세인트 세이야 Legend of Sanctuary - 스콜피온 미로

2015년
- 러브 라이브! The School Idol Movie - 코우사카 호노카의 엄마
- 극장판 프리큐어 올스타즈 봄의 카니발♪ - 카이도 미나미/큐어 머메이드
- 극장판 Go! 프린세스 프리큐어 Go! Go! 호화 3편!!! - 카이도 미나미/큐어 머메이드

2016년
- 극장판 프리큐어 올스타즈 모두 노래하자♪ 기적의 마법! - 카이도 미나미/큐어 머메이드
- 페르소나 3 - 사이카와 키쿠노

2017년
- 키리노, 릿카, 리오, 오오카미 - 올 스타즈 - 안도 마치, 감포딱따구리, 시라유키 쿄코
- 극장판 프리큐어 드림스타즈! - 카이도 미나미/큐어 머메이드

2018년
- 극장판 허긋토! 프리큐어♡두 사람은 프리큐어 올스타즈 메모리즈 - 카이도 미나미/큐어 머메이드

2019년
- PSYCHO-PASS Sinners of the System Case.2 First Guardian - 아오야나기 리사

### 게임
2003년
- 그로우 랜서Ⅳ - 이라이자 메이필드

2004년
- 심포닉 레인 - 파르시타 포세트
- D.C. 다카포 Plus Situation - 사이타마 나나코
- 제노사가 에피소드 2 선악의 피안 - 사쿠라 미즈라히

2005년
- 소울칼리버3 - 티라[1]
- 테일즈 오브 레젠디아 - 클로에 발렌스

2008년
- 무장신희 Battle Rondo - 전차형 MMS 무르멜티아

2009년
- 데드스톰 파이레츠 - 리아 스튜어트(2P)

2010년
- 영웅전설 제로의 궤적 - 노엘 시커

2011년
- 영웅전설 벽의 궤적 - 노엘 시커
- 전장의 발큐리아 3 - 이무카
- 무장신희 BATTLE MASTERS - 전차형 MMS 무르멜티아

2013년
- 토귀전 - 오우카
- 진삼국무쌍 7 - 장춘화

2014년
- 토귀전 극 - 오우카

2015년
- 디지몬 스토리 사이버 슬루스 - 다테 마키코

2016년
- 슈퍼로봇대전 OG THE MOON DWELLERS - 칼비나 크란쥬
- 클로저스 - 최서희

2017년
- 무쌍 스타즈 - 오우카

2018년
- 진삼국무쌍 8 - 장춘화
- 테이스티 사가 - 빙탕후루, 크레페

2019년
- 라이자의 아틀리에 - 아가테 하만

2020년
- 케모노 프렌즈 3 - 캄포딱따구리

### 드라마CD
- 강각의 레기오스 - 리린 마페스
- 갤럭시 엔젤 - 마스미
- 기공마술사-enchanter- - 유우카나리아
- 러키☆스타 - 쿠로이 나나코
- 마법소녀 리리컬 나노하 시리즈 - 리니스
- 빛과 물의 다프네 - 글로리아
- 사무라이 디퍼 쿄우 - 유리 카마노스케
- 소녀왕국 표류기 - 마치
- 스파이럴 추리의 띠 - 유이자키 히요노
- 스페셜 에이 - 하나조노 히카리
- 오늘의 하야카와 씨 - 호카케 후네
- 작안의 샤나 - 니나
- 작은 눈의 요정 슈가 - 사가 베르이만
- 절대가련 칠드런 - 카시와기 오보로
- 책벌레의 하극상 - 안게리카, 엘비라
- 큐티클 탐정 이나바 - 오기노 와카바
- 테일즈 오브 레젠디아 - 클로에 발렌스
- 하야테처럼! - 아사카제 리사
- B형H계 - 야마다
- D.N.ANGEL - 하라다 리사
- PSYCHO-PASS 이름 없는 괴물 - 아오야나기 리사

### 라디오
- .hack//Radio 아야코·마스미의 스미스미나이트 - 카와스미 아야코와 공동진행. (문화방송, 2002년 4월 ~ 2003년 3월)
- 스파라지! - 와시자키 타케시과 공동진행. (문화방송, 2003년 6월 ~ 9월, 2004년 1월 ~ 3월)
- A&G 超RADIO SHOW~아니스파!~ - 와시자키 타케시과 공동진행. (문화방송, 2004년 3월 ~ )
- 우타카타 여름 메모리 - 혼다 요코와 공동진행. (라디오 오사카, 인터넷 라디오, 2004년 8월 ~ 2005년 3월)
- Solty Reidio - 사이토 모모코와 공동진행. (인터넷 라디오, 2005년 10월 ~ 2006년 7월)
- Aice5 In Wonder RADIO - Aice5의 공동진행. (인터넷 라디오, 2006년 8월 ~ 2007년 9월)
- 일기당천DDR - 나바타메 히토미와 공동진행. (인터넷 라디오, 2006년 11월 ~ 2008년 2월)
- 망상워크 - 사이토 모모코와 공동진행. (인터넷 라디오, 2007년 6월 ~ 2007년 9월)
- 마사야·마스미의 바쿠바쿠 ON AIR - 오노사카 마사야와 공동진행. (인터넷 라디오, 2007년 10월~ )
- 사후편지(비)일보 - 우에다 카나와 공동진행. (인터넷 라디오, 2008년 1월 ~ 2008년 7월)
- 일기당천GGR - 나바타메 히토미와 공동진행. (인터넷 라디오, 2008년 3월 ~ )
- Radio QMA!! - 히로하시 료와 공동진행. (인터넷 라디오, 2008년 8월 ~ )
- 일기당천XXR - 나바타메 히토미와 공동 진행. (인터넷 라디오, 2009년 12월 - )

### 기타
- 유리카모메 신바시역의 소리 안내

## 가상 출연
- 꼬마버스 타요 - 캐리

1. ↑  이중인격 캐릭터의 극과 극을 오가는 목소리 연기가 가히 간지폭풍!!